# Афанасьєв Олег Євгенович
Афанасьєв Олег Євгенович (6 лютого 1980, Дніпропетровськ) — український географ, доктор географічних наук з 2013 року, доцент з 2008 року, доцент кафедри фізичної та економічної географії геолого-географічного факультету Дніпропетровського національного університету імені Олеся Гончара.
Член Українського географічного товариства (1997), Української картографічної асоціації, Національної спілки краєзнавців України (2010).
У відповідності до резолюції, розглянутої та підписаної в Інституті географії НАН України у період з 24 по 26 лютого 2014 року і яка була підтримана на засіданні Київського відділу Українського географічного товариства від 27.02.2014, сепаратистські та українофобські заяви О.Є. Афанасьєва в соціальних мережах “Facebook”, “ВКонтакте” були рішуче засуджені географічною спільнотою.

## Державні нагороди
- Державна премія України в галузі освіти 2011 року у номінації «Дошкільна і позашкільна освіта» за цикл робіт «Комплект позашкільних освітньо-виховних програм з напряму „Євроосвіта“» (у складі колективу).[2]